# Vùng Đông-Bắc, Singapore
Vùng Đông-Bắc là một trong năm vùng của thành quốc Singapore. Đây là vùng có mật độ dân số cao nhất và đứng thứ ba cả nước về dân số, trong đó Hậu Cảng là đô thị đông dân nhất và Seletar là trung tâm vùng. Với tổng diện tích 13.810 hectare, Vùng Đông-Bắc bao gồm bảy khu quy hoạch và cũng là vùng dân sinh lớn nhất trong năm vùng khi có tổng cộng 217.120 hộ dân cư trú tại đây. Như tên gọi, vùng này nằm ở khu vực phía đông-bắc của Singapore.

## Địa lý
Nằm ở góc đông-bắc Đảo Singapore, vùng này có tổng diện tích 103,9 km2 (40,1 dặm vuông Anh), bao gồm cụm Đông-Bắc các đảo Pulau Ubin, Pulau Tekong và Pulau Tekong Kechil. Vùng Đông-Bắc trực tiếp giáp giới với Vùng Đông về phía đông, Vùng Trung tâm về phía nam và Vùng Bắc về phía tây.

## Chính quyền
Trách nhiệm quản lý địa phương Vùng Đông-Bắc thuộc về năm Hội đồng phát triển cộng đồng khác nhau, mang tên CDC Trung tâm, CDC Đông Bắc, CDC Tây Bắc, CDC Đông Nam và CDC Tây Nam và được chia ra thành bảy khu quy hoạch.

### Khu quy hoạch
| Khu quy hoạch     | Diện tích (km²') | Dân số  | Mật độ (/km²') |
| ----------------- | ---------------- | ------- | -------------- |
| Hoành Mậu Kiều    | 13,94            | 174.770 | 12.538,2       |
| Hậu Cảng          | 13,93            | 222.310 | 15.960,2       |
| Quần đảo Đông-Bắc | 42,88            | 60      | 1,4            |
| Punggol           | 9,34             | 109.750 | 11.746,8       |
| Seletar           | 10,25            | 270     | 26,3           |
| Thịnh Cảng        | 10,59            | 206.680 | 19.511         |
| Serangoon         | 10,1             | 120.670 | 11.945,2       |

## Giáo dục
Cư dân sinh sống tại đây có thể tiếp cận dịch vụ giáo dục thuộc các cấp học khác nhau từ mẫu giáo tới tiểu học và trung học do chúng phân bố quanh các đô thị của Vùng Đông-Bắc. Nhiều cơ sở giáo dục sau phổ thông cũng đặt trụ sở tại đây như Trường sơ cấp Anderson, Trường cao đẳng trung tâm ITE, Trường sơ cấp Nam Dương, Trường bách khoa Nam Dương, Trường sơ cấp Serangoon và sắp tới là Viện kỹ thuật Singapore. Vùng này cũng có ba trường học quốc tế là Trường Quốc tế Úc Singapore, Trường Pháp Singapore và Trường Quốc tế Ấn Toàn cầu Singapore.